# Nordgermersleben
Nordgermersleben ist ein Ortsteil der Einheitsgemeinde Hohe Börde im Landkreis Börde in Sachsen-Anhalt.

## Geografie
Nordgermersleben liegt ca. 25 km nordwestlich von Magdeburg in der Magdeburger Börde.

### Ortschaftsgliederung
Die Ortschaft Nordgermersleben bildet sich durch die Ortsteile Brumby, Nordgermersleben und Tundersleben.

## Geschichte

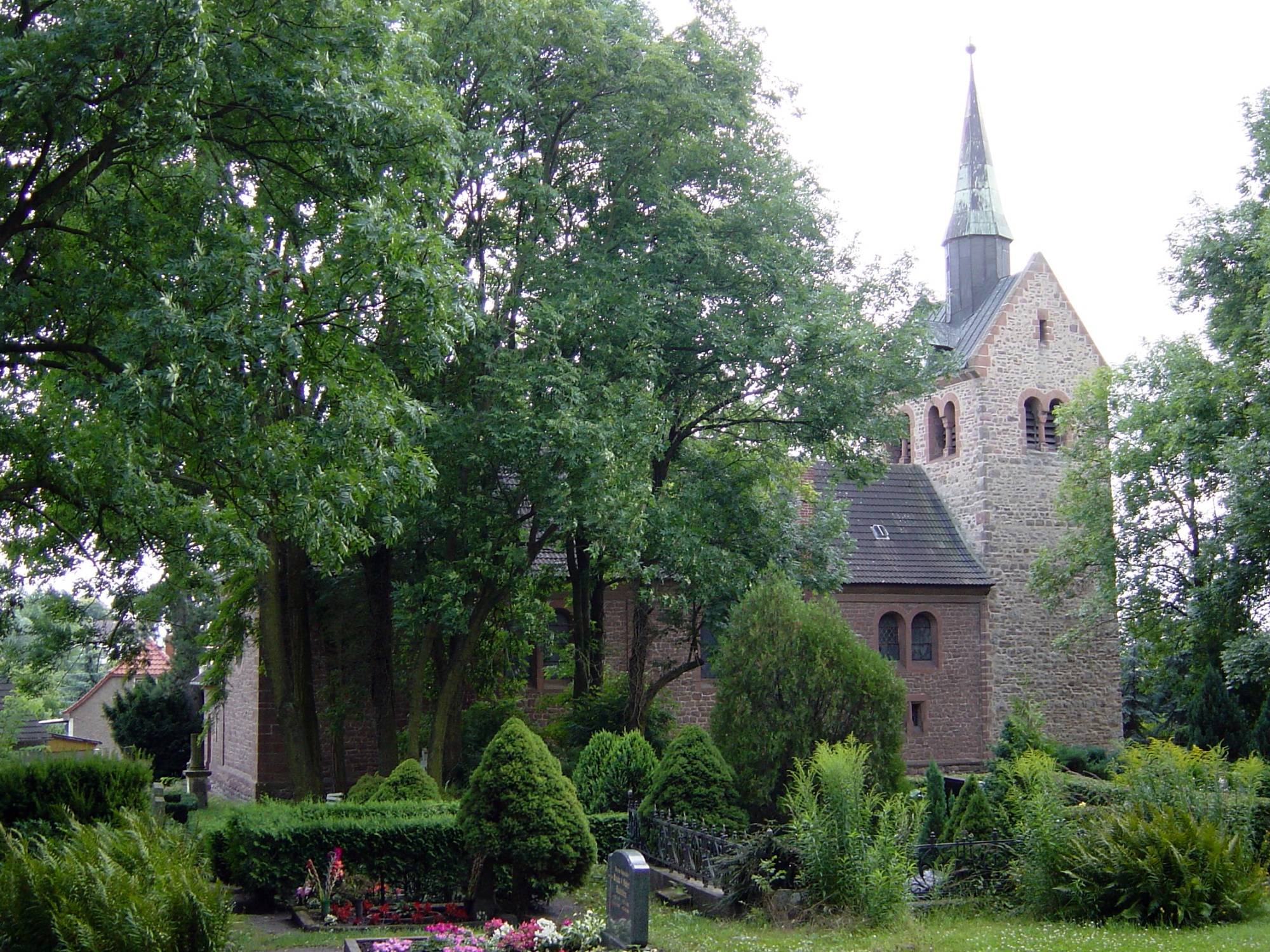
Evangelische Kirche in Nordgermersleben

Nordgermersleben wurde urkundlich erstmals im Jahre 1012 als Germeresleva und 1209 als Garmersleve erwähnt. Der Namensbestandteil Germer- stammt von dem Personennamen Geremar oder Germer, die Endung -leben bedeutet: „Hinterlassenschaft, Erbe“.
Der Ort gehörte im Mittelalter den Grafen von Walbeck. Die Gräfinwitwe Kunigunde, Tochter des Markgrafen von Stade, zog Ende des 10. Jahrhunderts auf ihr Gut in Nordgermersleben und stiftete 995 die erste Kirche, die 996 eingeweiht wurde. Das Patronat hatte das Stift zu Walbeck. Nach dem Aussterben der von Walbeck waren Hauptgrundbesitzer im Dorf ab 1220 die reichsfreien Edelherren von Meinersen, die Adelsgeschlechter von Wolfenbüttel, von Alvensleben, von Veltheim, von Berwinkel, von der Schulenberg u. a., auch geistliche Stiftungen, wie Kloster Berge, die Kirche in Nordgermersleben oder die Pfarrei von Markt Alvensleben waren hier begütert. Im Dreißigjährigen Krieg gab es in der Umgebung Brandschatzungen; im 17./18. Jahrhundert zudem im Dorf verheerende Feuersbrünste.
Zum Amt Alvensleben gehörig, gab es im Jahre 1818 in Nordgermersleben – ein Rittergut, 90 Wohnhäuser, 794 Einwohner, eine evangelisch-lutherische Kirche, drei Krüge, eine Wassermühle, zwei Windmühlen und eine Oelmühle.
Am 1. Juli 1950 wurde die bis dahin eigenständige Gemeinde Tundersleben eingegliedert.
Am 1. Januar 2010 schlossen sich die bis dahin selbstständigen Gemeinden Nordgermersleben, Ackendorf, Bebertal, Eichenbarleben, Groß Santersleben, Hermsdorf, Hohenwarsleben, Irxleben, Niederndodeleben, Ochtmersleben, Schackensleben und Wellen zur neuen Gemeinde Hohe Börde zusammen.

## Politik
Für den Ortsteil Nordgermersleben wurde eine Ortschaftsverfassung eingeführt. Der Ortschaftsrat von Nordgermersleben besteht aus 5 Mitgliedern.

### Bürgermeister
Der letzte Bürgermeister der Gemeinde Nordgermersleben war Ingo Steinmann (FDP). Aktuell ist Albrecht Freiherr von Bodenhausen Ortsbürgermeister.

### Wappen
Das Wappen wurde am 20. Februar 2006 durch den Landkreis genehmigt.
Blasonierung: „In Blau ein goldener Wellenbalken, oben zwischen zwei goldenen Ähren eine läutende goldene Glocke, unten ein goldener Natursteinbrunnen mit blauem Wasserspiegel.“
Nordgermersleben wird durch einen Graben in zwei Teile geteilt. Diese geografische Gegebenheit soll der Wellenbalken ausdrücken. Die beiden Ähren symbolisieren die beiden Ortsteile Brumby und Tundersleben, so dass die Glocke für den Hauptort steht (in dessen Kirche sich übrigens eine Glocke von 1336 befindet). Außerdem stehen die Ähren für die Landwirtschaft als auch für die fruchtbare Börde, in der der Ort liegt. Der Brunnen steht für eine Sage, nach der die Ortsgründung von Nordgermersleben an einer Quelle bzw. einem Born erfolgt sein soll.
Das Wappen wurde vom Magdeburger Heraldiker Ernst Albrecht Fiedler gestaltet.

### Flagge
Die Flagge ist gelb - blau (1:1) gestreift (Querformat: Streifen waagerecht verlaufend, Längsform: Streifen senkrecht verlaufend) und mittig mit dem Gemeindewappen belegt.

## Kultur und Sehenswürdigkeiten
Die 1905 geweihte neuromanische Dorfkirche besitzt einen vom Vorgängerbau übernommenen romanischen Westturm und Ausstattungselemente verschiedener Epochen vom Mittelalter bis zum 20. Jahrhundert.

## Wirtschaft und Infrastruktur

### Verkehr
Zur Bundesstraße 1, die Braunschweig mit Magdeburg verbindet, sind es in südlicher Richtung ca. 2 km. Die Bundesautobahn 2 (Anschlussstelle Bornstedt) wird nach 6 km erreicht.
Der Bahnhof Nordgermersleben lag an der Bahnstrecke Haldensleben–Eilsleben, welche stillgelegt ist.

### Persönlichkeiten
- Peter Wilhelm Behrends (1773–1854), evangelischer Pfarrer, Kirchen- u. Lokalhistoriker.
- Wolf Hobohm (1938–2020), deutscher Musikwissenschaftler.
- Karl Rühe (* 14. Juli 1929 in Harbke); Lehrer, ehemaliger Bürgermeister und Ratsmitglied, Ehrenbürger von Nordgermersleben